# Kampf um Küstrin

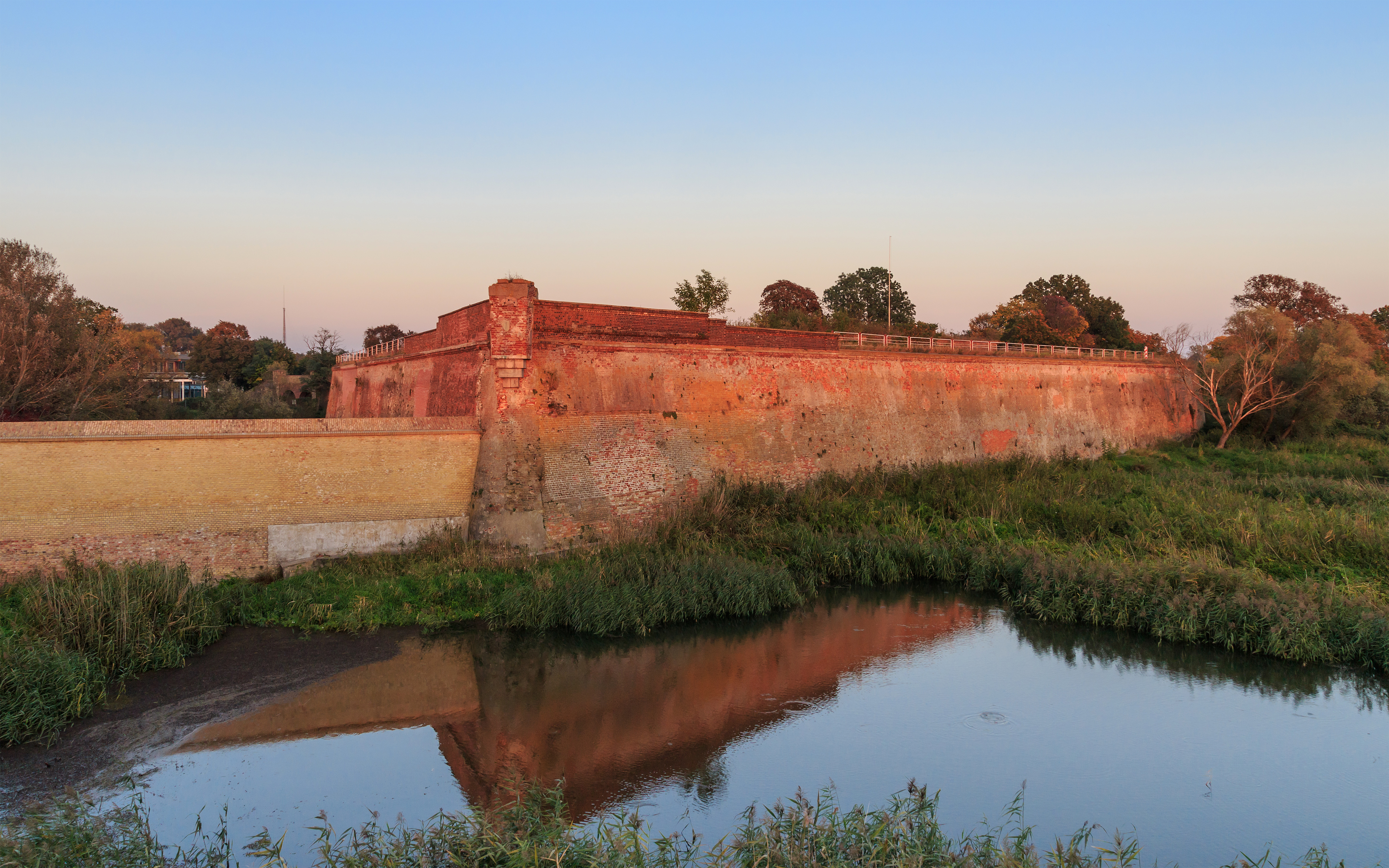
Die Bastion König

Der Kampf um Küstrin begann gegen Ende des Zweiten Weltkriegs mit der Eroberung der östlich der Oder gelegenen Stadtteile Küstrins Ende Januar 1945 durch die Rote Armee. Kurz darauf, am 2. Februar 1945, folgte der Übergang sowjetischer Truppen nördlich und südlich der auf einer Oderinsel gelegenen Altstadt und der Festung Küstrin. Die dabei gebildeten beiden Brückenköpfe, die von der deutschen Versorgungslinie zur Festung getrennt wurden, waren in der zweiten Märzhälfte 1945 heftig umkämpft. Es gelang der Wehrmacht jedoch weder die Beseitigung der Brückenköpfe noch das Halten der Festung. Am 16. April 1945 war der Brückenkopf von Küstrin wichtigster Ausgangspunkt des sowjetischen Oberkommandos für den Angriff auf Berlin. Die Küstriner Altstadt wurde bei den Kämpfen vollständig zerstört.

## Vorgeschichte
Im Zweiten Weltkrieg gelang es der Sowjetischen Armee, mit der Operation Bagration im Sommer 1944 die deutsche Heeresgruppe Mitte aus Russland bis nach Polen an die Weichsel zurückzudrängen. Nach dem Warschauer Aufstand herrschte bis Mitte Januar 1945 an dieser Front eine relative Ruhe.
Nach der Offensive von der Weichsel bis zur Oder ab dem 12. Januar 1945 konnten Truppen von Schukows 1. Belorussischer Front in zwei Wochen durch Polen stoßen und hatten Ende Januar 1945 auch Küstrin erreicht.

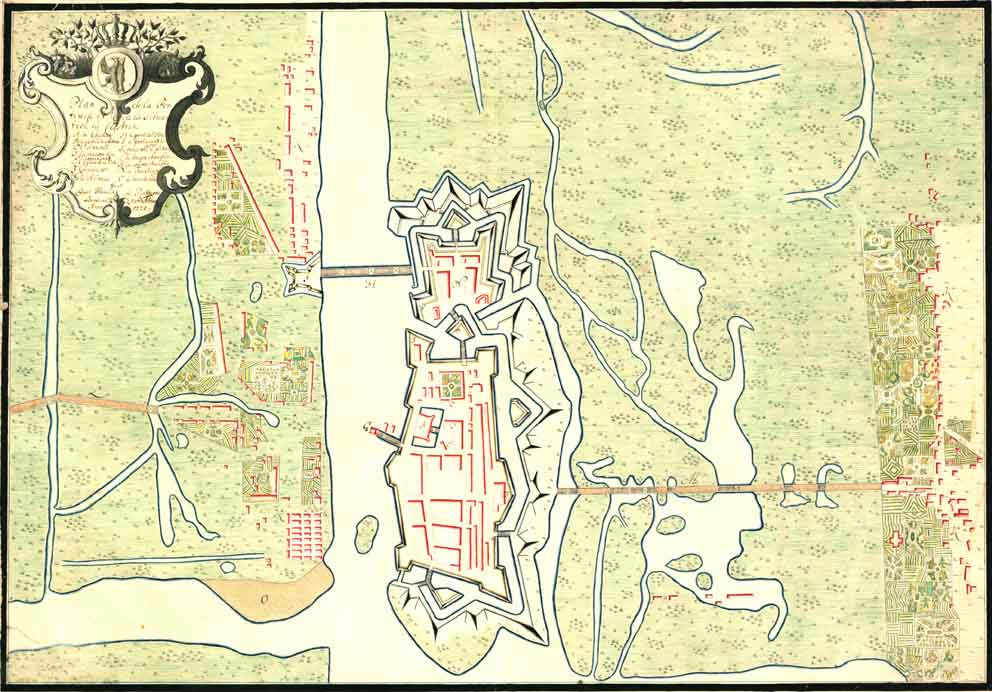
Historischer Plan von Festung, Altstadt und Oderbrücke

„Am Zusammenfluß von Oder und Warthe befand sich mit der Festung Küstrin einer der am stärksten befestigten Abschnitte Ostdeutschlands. […] Er riegelte den direkten Zugang nach Berlin ab.“

### Sowjetischer Vorstoß nach Küstrin
„In den vom 26. bis zum 29. Januar tobenden Schneestürmen schoben sich Schukows erste Einheiten bis zur Oder vor. Am 1. Februar sahen die Vorausabteilungen den Strom vor sich. Er war zugefroren. […] Am 2. Februar gingen Tschuikows erste Einheiten über die Oder. Abgesehen davon, daß ein vereister Strom kein natürliches Hindernis bildete, schien er dort, wo er bei Frankfurt und Küstrin Berlin am nächsten ist, überhaupt nicht mehr verteidigt zu werden.“
Die 8. Gardearmee unter Führung des Generalobersten Tschuikow gewann den südlichen Brückenkopf und die 5. Stoßarmee unter Generaloberst Bersarin bewerkstelligte den Übergang nördlich Küstrin. Damit hatten die Sowjets westlich der Oder Fuß gefasst. Nach Berlin waren es noch 65 Kilometer und in der Stadt wurde teils panikartig reagiert.
„Es gelang (Bersarin) jedoch nicht, die zentral auf der Oderinsel gelegene Stadt zu nehmen. Damit blieb den Sowjets zunächst die Nutzung der einzigen Oderbrücke in diesem Abschnitt vorenthalten.“
Die sowjetische Strategie beschränkte sich Februar bis Mitte März 1945 darauf, die Oderlinie in voller Länge zu erreichen, zu festigen und in einer zweiten Offensive Pommern von der Odermündung bis nach Danzig und in Ostpreußen Königsberg zu erobern. Damit war die Ostseeküste auf dieser Linie für die Sowjets erreicht und gesichert. Auch der vom harten Winter erschwerte Aufbau der Nachschuborganisation war ein Grund für die sechswöchige Ruhe bei Küstrin.

## Eroberung Küstrins
Die außerordentliche Bedeutung Küstrins als „Tor nach Berlin“ war beiden Seiten bewusst. Auf deutscher Seite hatte der Generalstabschef Guderian zwar die Ablösung des militärisch völlig unbefähigten bisherigen Kommandeur der an der Oder verteidigenden Heeresgruppe Weichsel, Heinrich Himmler, von Hitler erzwungen und ihn am 20. März 1945 durch den Generalobersten Heinrici ersetzen lassen, doch hatte zu diesem Zeitpunkt bereits der russische Angriff zur Vereinigung der beiden Brückenköpfe begonnen:

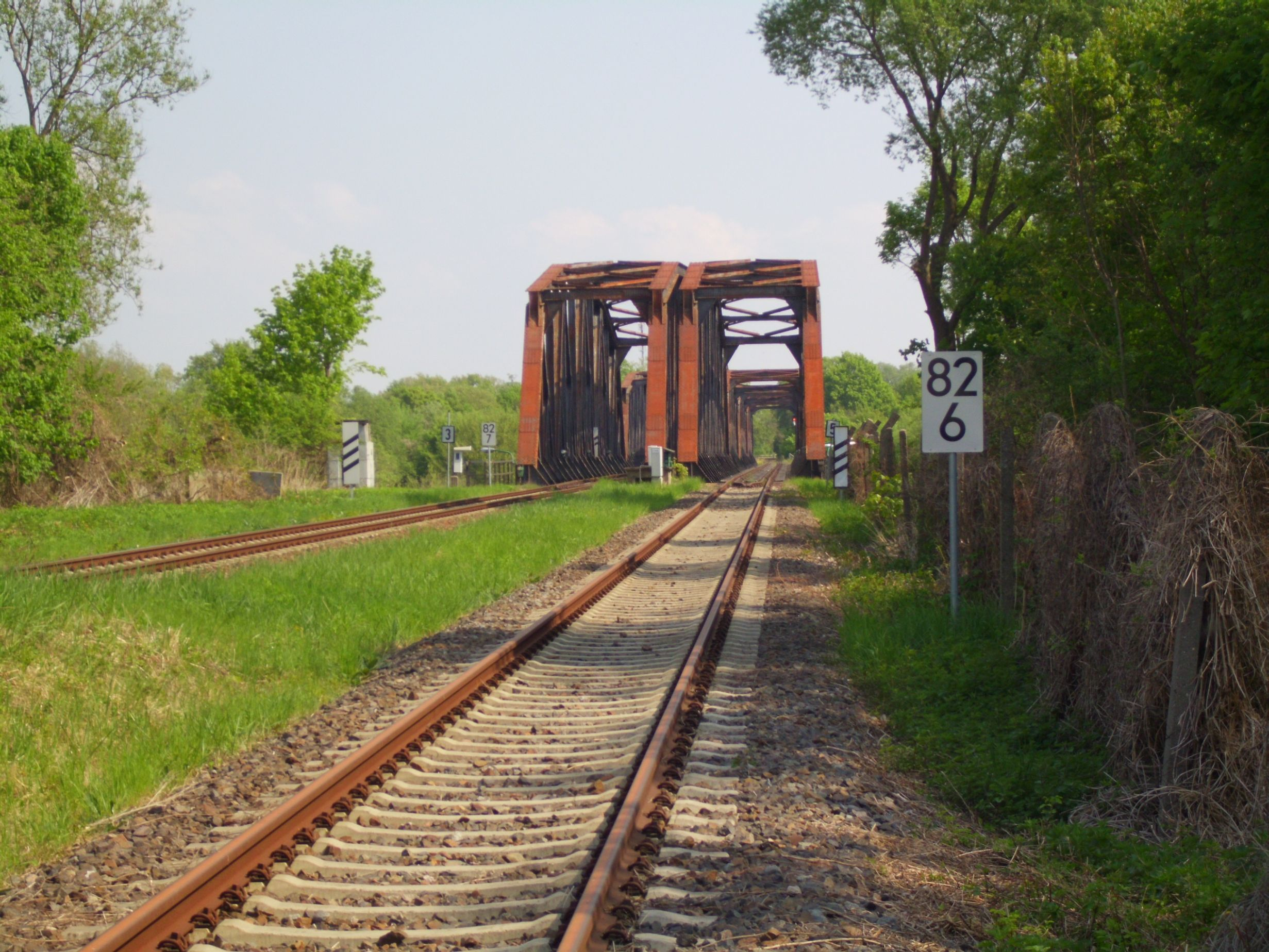
Bahnverbindung zum Westufer

„Bis jetzt klaffte noch eine Lücke von drei Kilometern […] zwischen den Brückenköpfen am westlichen Oderufer. Durch diesen schmalen Streifen hielt der Gegner die Verbindung mit der Festung Küstrin (aufrecht) […] Wenn sich die Flügel unserer beiden Armeen vereinigten, war die Besatzung der Festung abgeschnitten.“

### Vereinigung der Brückenköpfe

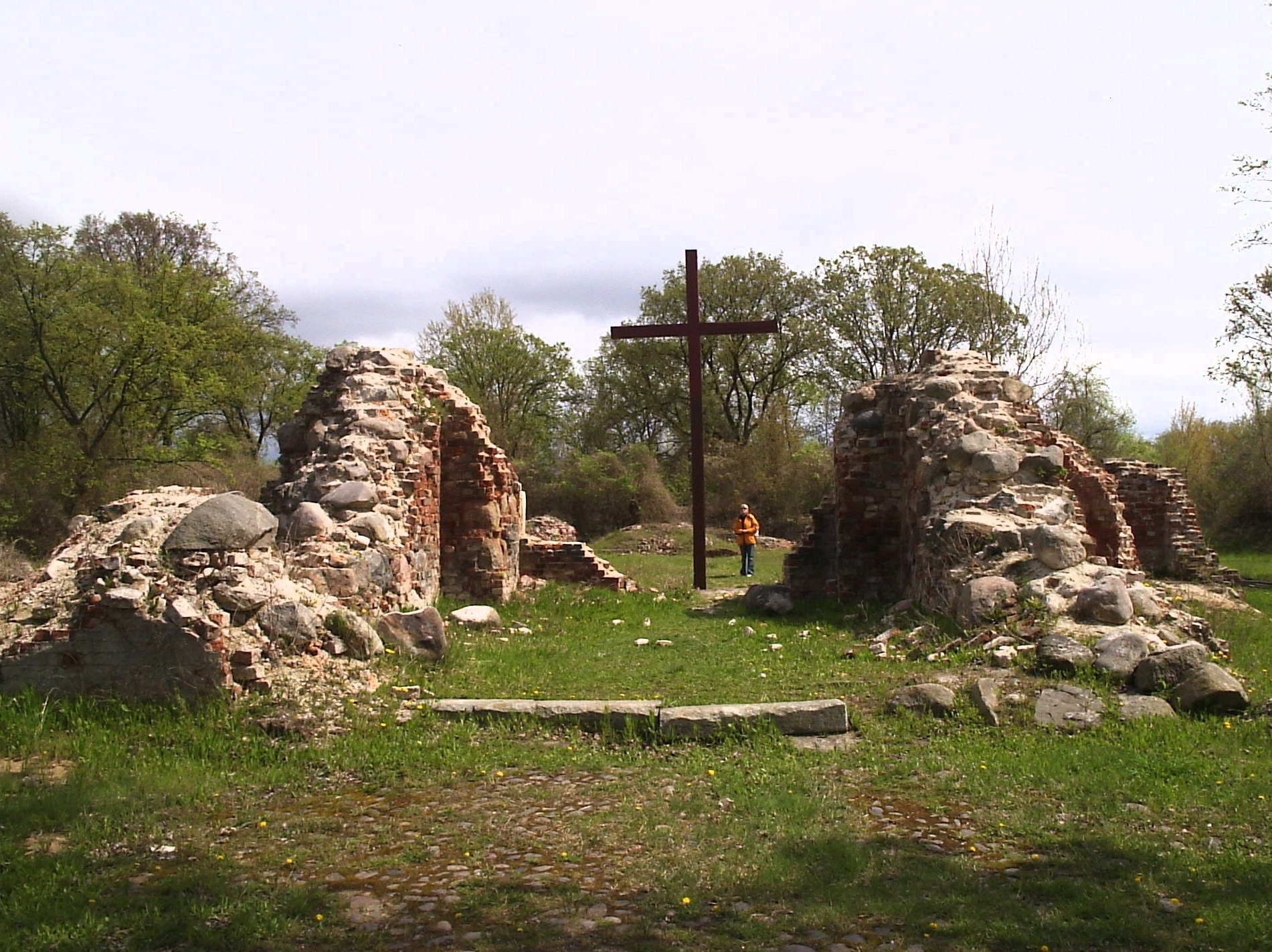
Reste der Marienkirche in der Altstadt Küstrin

Der sowjetische Angriff begann am 18. März mit einem 4-Tage-Bombardement der deutschen Befestigungen. Am 21. März gingen die 8. Gardearmee unter dem Kommando Tschuikows von Süden und die 5. Stoßarmee unter Generaloberst Bersarin von Norden her gegen die Bahnlinie vor, die beide Brückenköpfe westlich der Oder noch trennte und deutscherseits die Verbindung zur sonst völlig umschlossenen Festung Küstrin herstellte. Nach dem Sturmangriff am 22. März gelang der Zusammenschluss der russischen Brückenköpfe und damit der Einschluss der Festung.
Zwei Gegenangriffe der Wehrmacht am 23. und am 24. März wurden unter hohen Verlusten auf beiden Seiten zurückgeworfen.

„Guderian, dem Heinrici davon berichtete, sagte schroff: ‚Es muß noch einmal angegriffen werden.‘ Hitler wollte es und das war für Guderian entscheidend. […] Und so hatte Busse am 27. März seine Truppen noch einmal gegen Küstrin geworfen. Diesmal gelang es einem Teil der Panzer tatsächlich, bis zur Stadt durchzubrechen. Doch die nachdringenden Einheiten gingen im Abwehrfeuer unter.“ […] Bei dem „blutige(n) Massaker (waren) 8000 Mann – fast eine ganze Division – gefallen.“

 „Das Armeeoberkommando wollte sich mit der Lage abfinden, weil es weitere Angriffe, nachdem der Feind Zeit zur Festigung in dem neu gewonnenen Gebiet gehabt hatte, erst recht für aussichtslos hielt. Hitler befahl trotz aller Gegenvorstellungen den erneuten Angriff für den 28. März 1945.“
Während der Lagebesprechung bei Hitler am 28. März kam es zu wutentbrannten Rededuellen zwischen Guderian und Hitler über den Sinn dieser Angriffe, wobei besonders die Verwendung von Truppen der Heeresgruppenreserve den energischen Einspruch Guderians zur Folge hatte, der diese Einsätze für vorbereitende Offensivoperationen nicht dulden wollte. Hitler verabschiedete ihn in einen sechswöchigen Genesungsurlaub.

### Eroberung der Festung

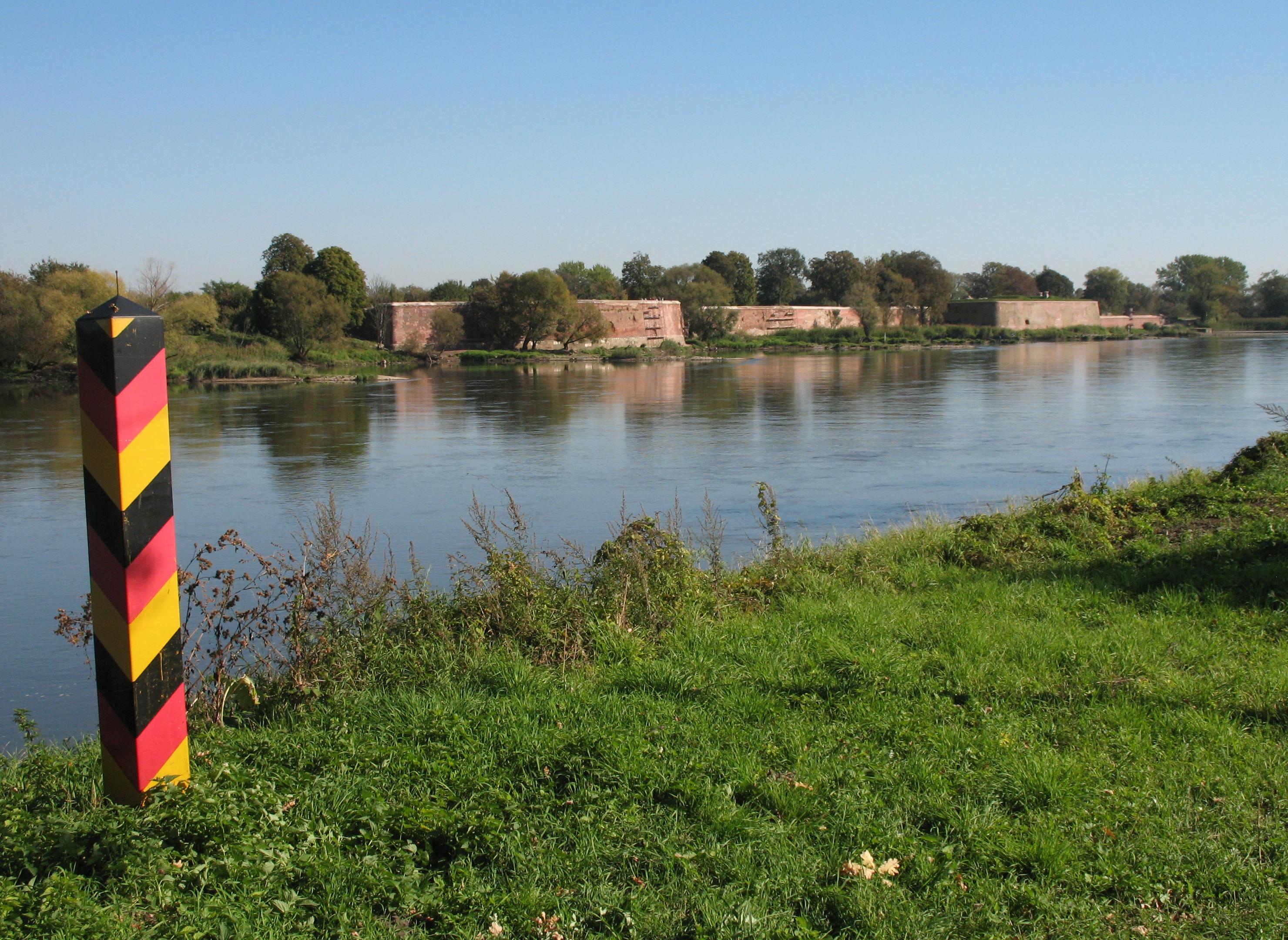
Die Festung vom Gelände des ehemaligen Brückenkopfes aus

In den schweren Kämpfen um Küstrin 1945 diente das Neue Werk als Unterkunft und blieb von den schweren Kampfhandlungen weitestgehend verschont. Bis zum 12. März 1945 wurde das Fort gehalten, ehe es wegen Munitionsmangel aufgegeben werden musste. An diesem Tag wurde die Küstriner Neustadt von der Roten Armee überrannt.
Nur die Festung Küstrin auf der Oderinsel war noch in deutscher Hand verblieben. Die Offensive zu ihrer Eroberung begann nach dem Rückzug der deutschen Truppen am 28. März ein oder zwei Tage später und dem Sturmangriff am folgenden Tag auf die Festung.
„Ende März gelang es den Russen dann, Küstrin zu nehmen und den gegenüberliegenden Brückenkopf zu erweitern sowie südlich von Frankfurt einen weiteren zu bilden. Beide Brückenköpfe waren weniger als 65 Kilometer von Berlin entfernt.“
„Der Kommandant von Küstrin […] erreichte mit schwachen, nicht mehr kampffähigen Resten seiner […] Besatzung in der Nacht zum 1. April die eigenen Linien. Er selbst wurde auf Befehl Hitlers verhaftet, um abgeurteilt zu werden.“
Hitler, der erkannte, dass der Kampf um Küstrin und den Brückenkopf bereits eine Vorentscheidung brachte, hatte vergebens auf dessen Beseitigung und das Freikämpfen der Festung gesetzt. „Doch die Russen waren viel zu stark.“
Nun begannen die unmittelbaren Vorbereitungen der Roten Armee zum Angriff auf die Reichshauptstadt.
Bei den Kämpfen um die Festung Küstrin wurde die Altstadt Küstrin vollständig zerstört. Die verbliebenen Reste dienten in den Nachkriegsjahren als Steinbruch für den Wiederaufbau der polnischen Stadt Kostrzyn. Die Straßen sind noch heute erkennbar und auch ausgeschildert, jedoch ist von den Bauwerken nicht viel mehr als die Grundmauern erhalten.

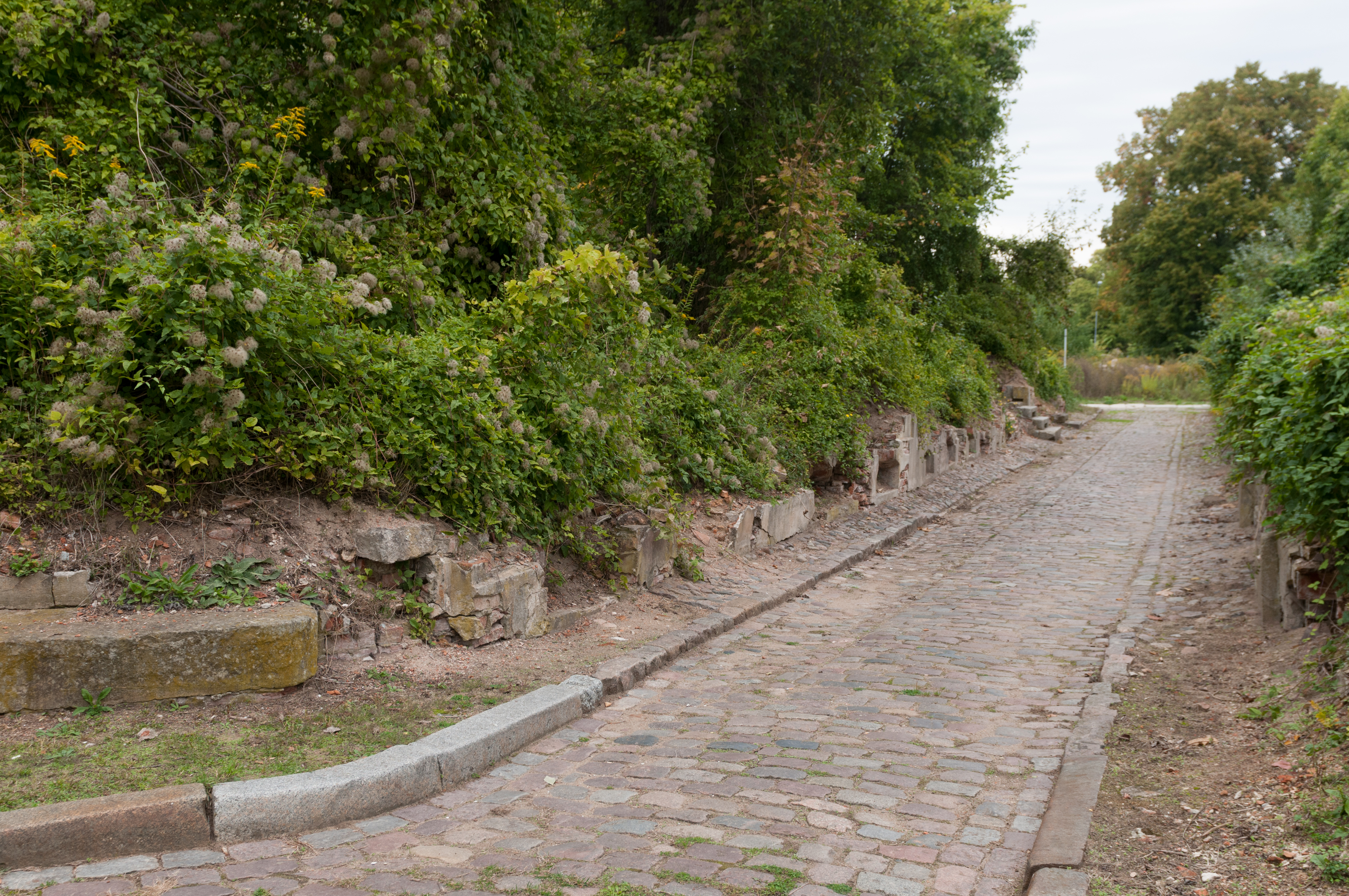
Rosengasse in der Altstadt
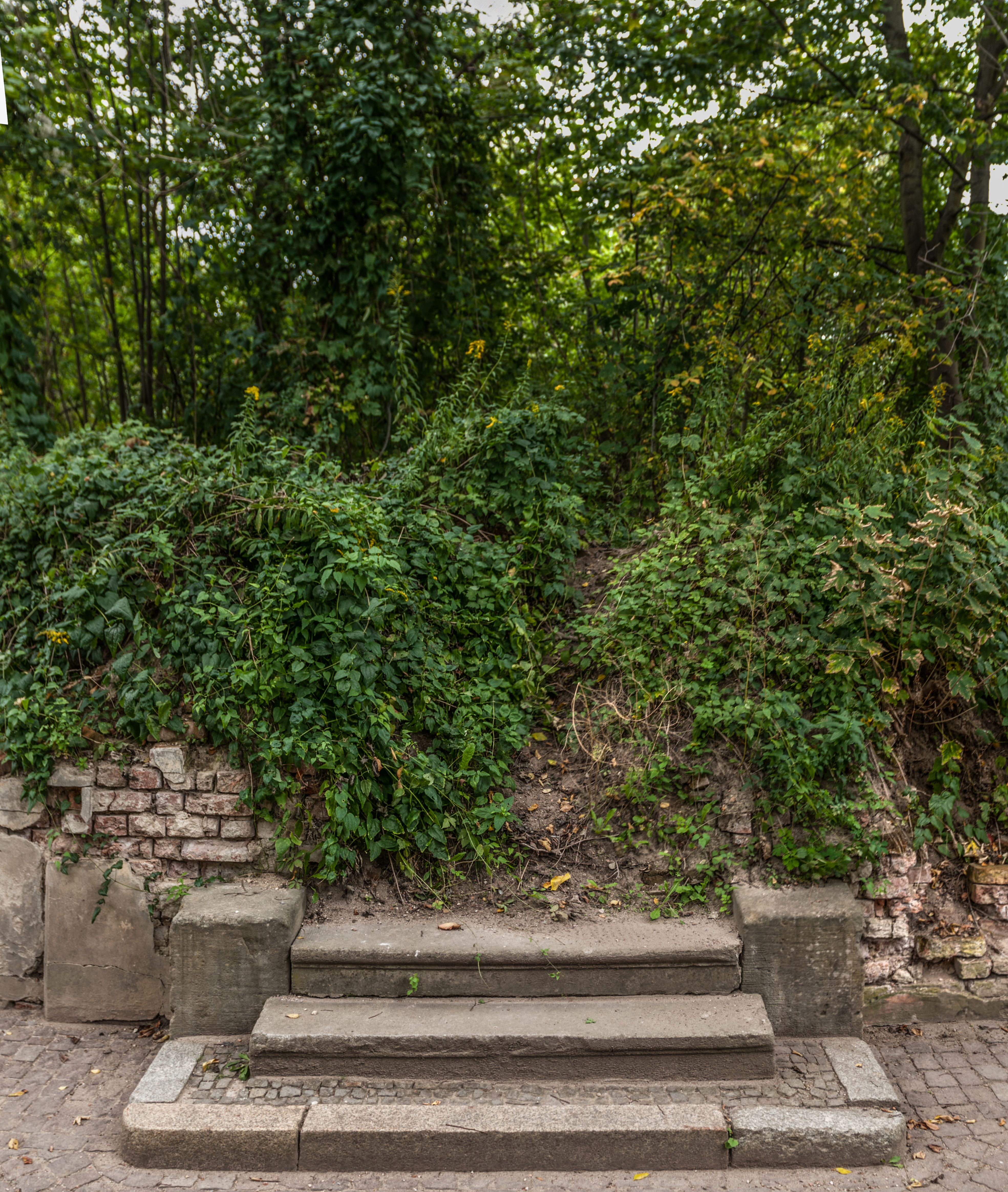
Hauseingang in der Kirchgasse
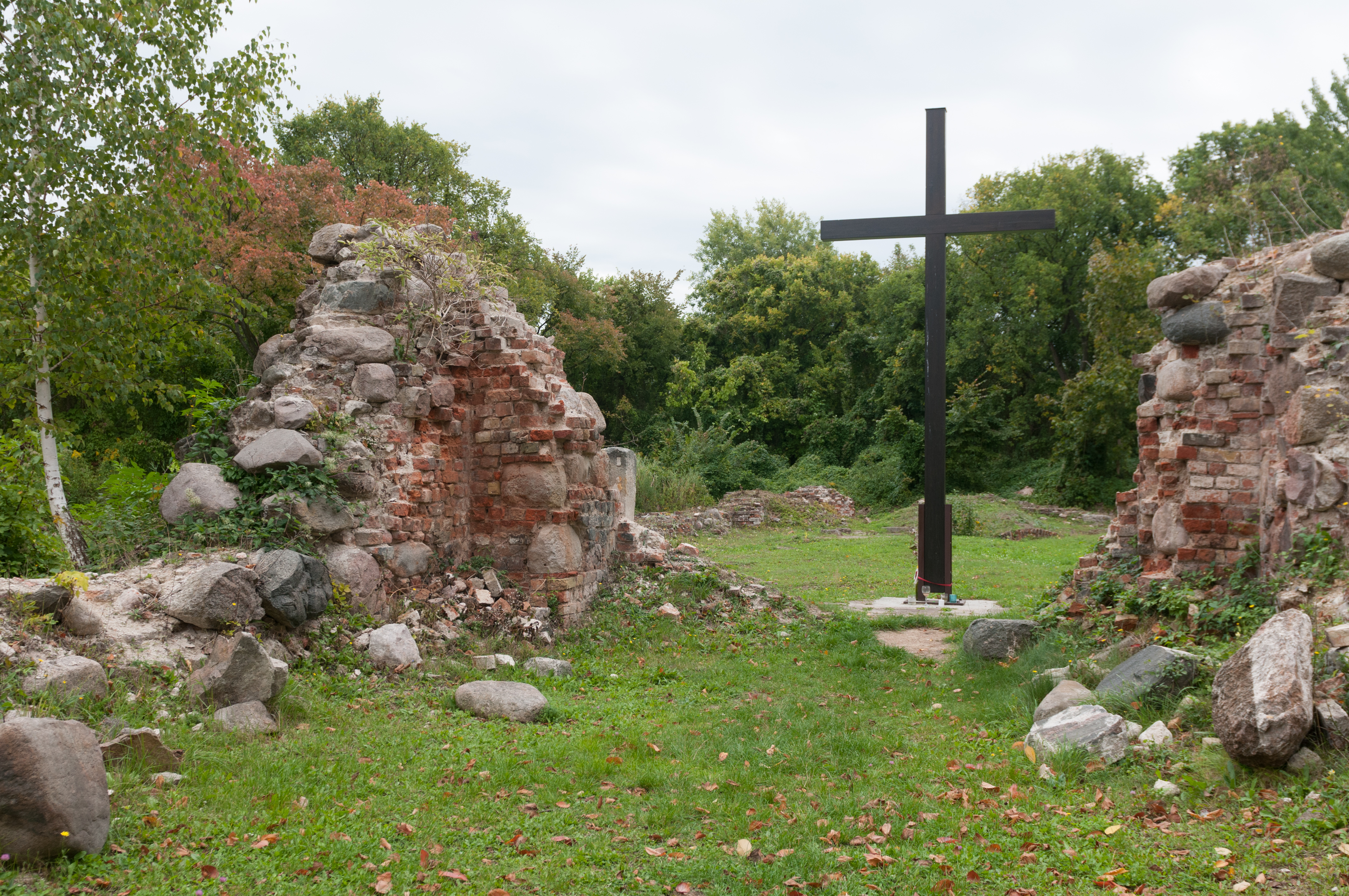
Eingang der ehemaligen Pfarrkirche
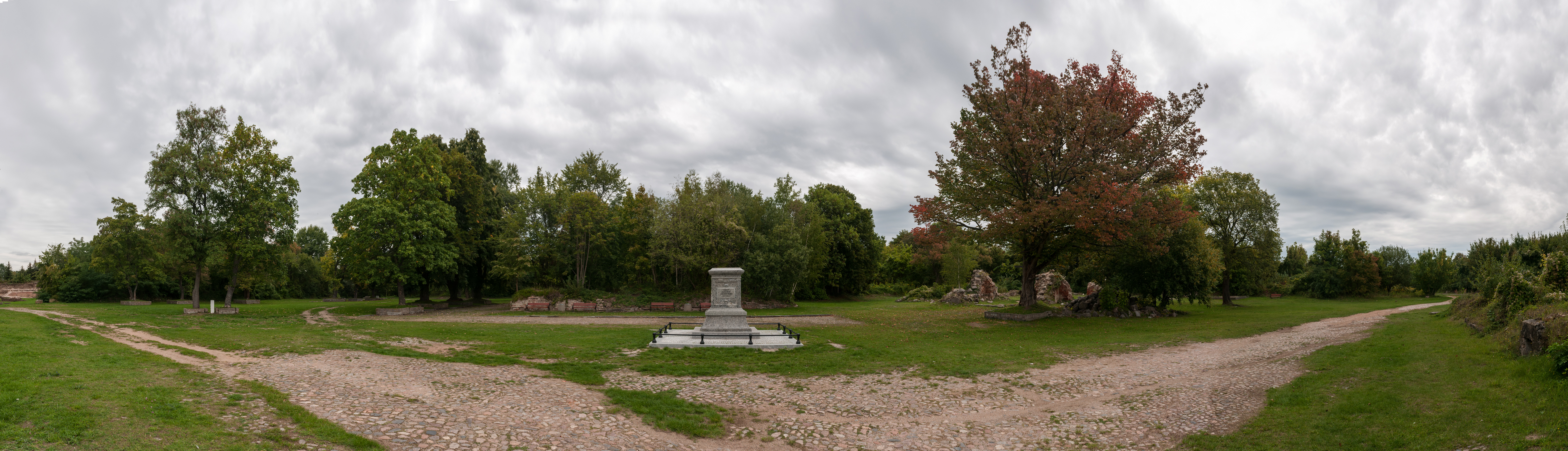
Blick vom Schloss über die Berliner Straße
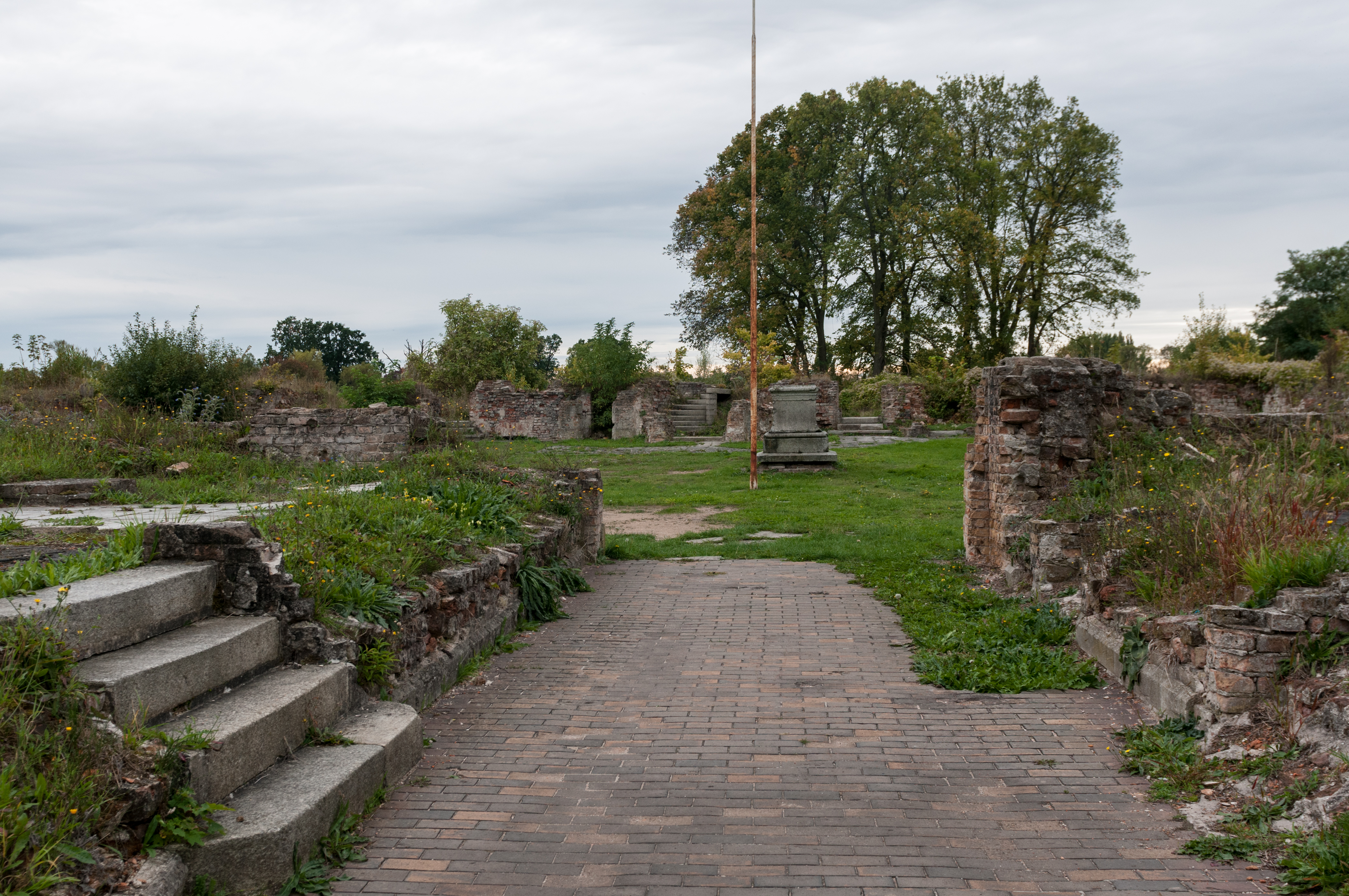
Ruine des Schlosses

## Ausbau des Brückenkopfes
Der Brückenkopf bei Küstrin bot nach einem Ausbruch den direkten Weg nach Berlin und in ihm konnte ein großes Aufgebot an Panzern untergebracht werden, die an anderen Angriffspunkten erst über den Fluss gebracht werden mussten. Das nächste Hindernis waren die Seelower Höhen.
Am Ostersonntag, den 1. April 1945, waren die beiden Marschälle Schukow und Konew in Moskau zum Rapport bei Stalin und dem Staatlichen Verteidigungskomitee. Binnen zwei Tagen musste ein Angriffsplan ausgearbeitet werden. Schukow erklärte, dass der Hauptangriff aus dem mittlerweile „vierundvierzig Kilometer langen Oderbrückenkopf aus erfolgen (werde).“ Hier sollten sechs Armeen, darunter zwei Panzerarmeen und „einschließlich der nachrückenden Truppen […] 768000 Mann eingesetzt werden. Schukow hoffte, im Küstriner Brückenkopf mindestens 250 Geschütze pro Kilometer aufstellen zu können.“ Als Termin dieser letzten Offensive wird der 16. April 1945 festgesetzt.
Bis zum Angriffsbeginn wurden im Küstriner Brückenkopf für die Artillerie 4500 Stellungen gebaut, 636 Kilometer Verbindungsgräben und über die Oder 25 Brücken, viele davon „Unterwasserbrücken“, geschlagen. Dazu kamen riesige Vorräte an Munition, Treibstoff und an Lebensmitteln. Dem Frontabschnitt war die 16. Luftarmee zugeordnet.

### Deutsche Abwehrvorbereitungen
„Vom 30. März ab wurde von der deutschen Luftaufklärung zahlreiche sowjetische Truppenbewegungen in Richtung auf Küstrin und Frankfurt an der Oder festgestellt.“

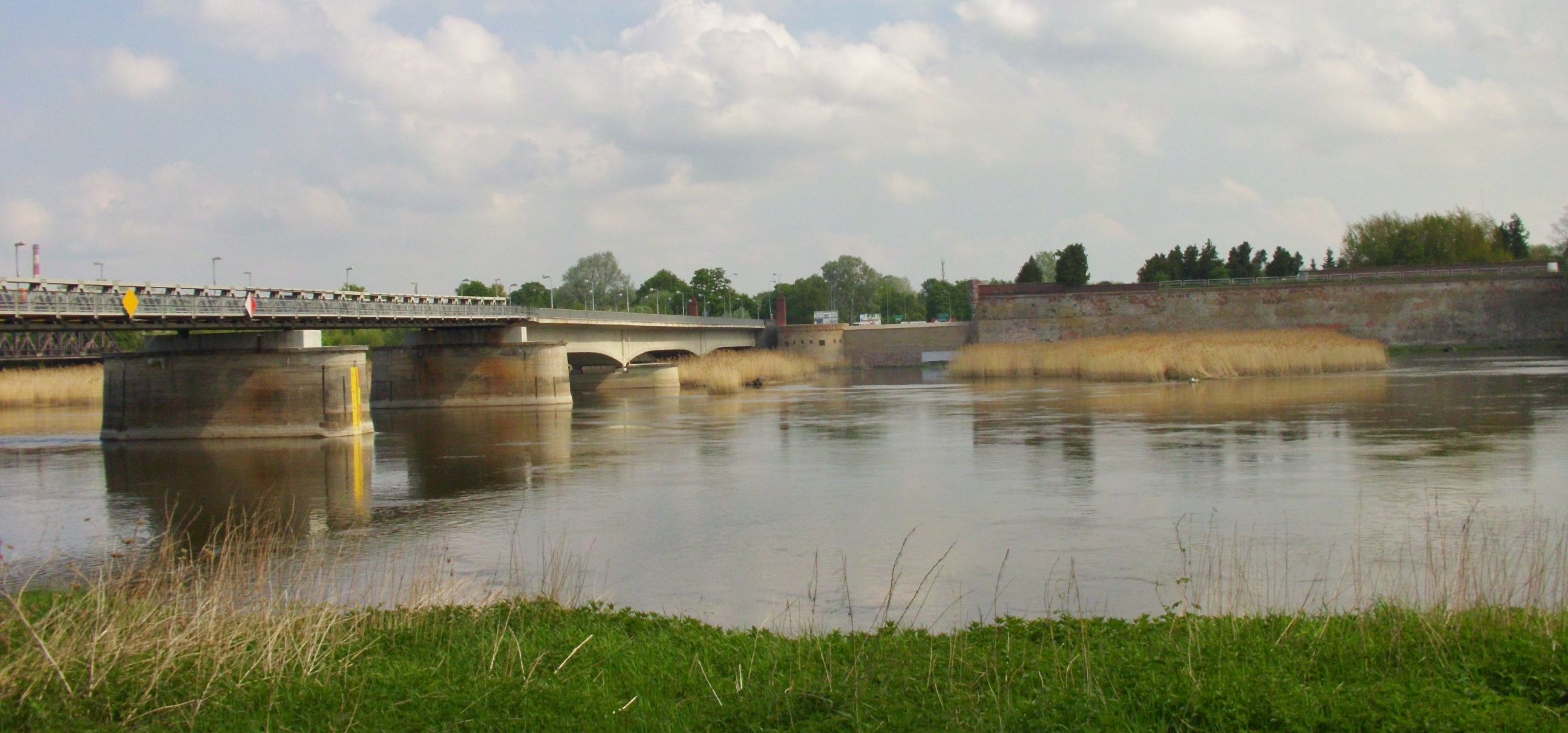
Moderne Straßenbrücke

Ungeachtet der tatsächlichen Lage „kam (Hitler) zu der Erkenntnis, daß die Konzentration der russischen Armeen bei Küstrin nichts weiter als ein großes Täuschungsmanöver sei. Die sowjetische Hauptoffensive richtete sich seiner Meinung nach auf Prag – nicht auf Berlin. […] Am Abend des 5. April befahl er, vier von Heinricis bewährten Panzereinheiten nach Süden zu verlegen. Gerade sie hätte Heinrici gebraucht, um den russischen Vorstoß abzufangen.“
Der deutsche Kommandeur der Heeresgruppe Weichsel, die im Norden die 3. Panzerarmee und in der Mitte und im Süden die 9. Armee umfasst, fand sich am 6. April zur entscheidenden Lagebesprechung bei Hitler ein. Generaloberst Heinrici hielt einen ungeschminkten Vortrag über die Lage der Verteidigung – vor allem gäbe es keinerlei Reserven. Spontan stellten Göring, Himmler und Dönitz aus ihren Verbänden 150.000 Mann zur Verfügung. Damit war für Hitler das Thema erledigt. Auch die abgegebenen Panzerdivisionen erhielt Heinrici nicht zurück. Nachdem Hitler die Vorbereitungen in Küstrin noch zum „Nebenangriff“ erklärt hatte und auf den weiteren Lagevortrag Heinricis verzichtete, zog dieser sich mit dem Hinweis zurück, dass er einen erfolgreichen Ausgang nicht garantieren könne.
„Mit 25 deutschen Divisionen verschiedener Waffengattung und Kampfstärke, 857 Panzern und Sturmgeschützen und mit einer Luftwaffe, die wegen Benzinmangel kaum länger als drei Tage im Einsatz sein kann …“ – verteilt auf die gesamte Front von der Odermündung bis Muskau, soll Heinrici die russische Offensive mit 1,5 Millionen Mann, 6000 Panzern, 40.000 Geschützen und 6696 Flugzeugen abwehren.

## Sowjetische Oderoffensive
- Nachdem die 2. Belorussische Front unter Marschall K. K. Rokossowski die Ostseeküste bis Danzig erobert hatte, wurden ihre Armeen Richtung Osten an den nördlichen Abschnitt der Oder mit Hauptquartier Stettin verlegt.
- Die 1. Belorussische Front übernahm den Abschnitt vom Brückenkopf Küstrin bis nördlich Frankfurt/Oder.[20] Ihr Befehlshaber Schukow sollte auf direktem Wege Berlin erobern.
- Bei Frankfurt schloss die 1. Ukrainische Front des Marschalls Konew an, der zum einen nach Dresden vorstoßen sollte, zum anderen von Stalin auch die Zusage erhielt, bei raschem Durchbruch mit seinem rechten Flügel nach Berlin vordringen zu können.[21]

„Seit dem 12. April 1945 begannen dann aus dem Küstriner Brückenkopf heraus bis zu einem Regiment starke sowjetische Erkundungsvorstöße. Diese Angriffe waren für beide Seiten äußerst verlustreich, drängten die deutschen Linien jedoch zurück.“
Der Angriff der Roten Armee begann um 5.30 Uhr am 16. April 1945 mit einem Artillerieschlag auf die deutsche Front. Kommandeur Heinrici hatte jedoch die vorderen Linien kurz zuvor räumen lassen, so dass die Truppen intakt blieben und Stellung an den Seelower Höhen beziehen konnten.
Doch schon am Abend des ersten Angriffstages notiert der Erste Generalstabsoffizier der Heeresgruppe Weichsel:
„Erwarten morgen die Fortsetzung dieses Angriffes. Aufgrund der eigenen Verluste wird der Tag noch schwerer werden. Schwerpunkt südlich Küstrin, Raum Seelow und Raum Wriezen.“
„Innerhalb von vier Tagen zerbröckelt die deutsche Front westlich Küstrin. Sämtliche Reserven der Heeresgruppe Weichsel sind aufgebraucht.“ Die Schlacht um Berlin hatte begonnen.